# Arroyo Yaguarí
El arroyo Yaguarí (del guaraní: Jaguar) es un curso de agua uruguayo que atraviesa los departamentos de Rivera y de  Tacuarembó perteneciente a la cuenca hidrográfica del Río Uruguay.
Nace en la cuchilla de Santa Ana, cerca del límite con Brasil y desemboca en el río Tacuarembó.
- Datos: Q5706037